# Ried (Gemeinde St. Gilgen)
Ried ist eine Ortschaft und Katastralgemeinde der politischen Gemeinde Sankt Gilgen im Nordosten des österreichischen Bundeslandes Salzburg. Für den Siedlungsraum, der nur einen geringen Teil der Gesamtfläche einnimmt, existiert auch der Name Ried am Wolfgangsee. Das Gebiet ist durch die Falkensteinwand, ein Felsmassiv am Nordostufer des Wolfgangsees, vom Hauptort Sankt Gilgen abgetrennt. Es kann auf der Straße nur auf dem langen Umweg um die Südostseite des Wolfgangsees über Strobl und das oberösterreichische Sankt Wolfgang erreicht werden. In Ried liegt der weithin bekannte Schafberg.

## Katastralgemeinde Ried
Die Fläche von Ried als Katastralgemeinde beträgt 1.329,71 ha (Fläche Stand: 31. Dezember 2023) Die Grenze verläuft etwa von der Mitte der markanten Falkensteinwand am nordöstlichen Ufer des Wolfgangsees Richtung Nordosten bis rund 900 m westlich der Schafbergspitze, von dort Richtung Ost-Südosten entlang der Nordkante des Schafbergs bis zur Landesgrenze zu Oberösterreich knapp westlich des Törlspitzes (rund 1.100 m von der Schafbergspitze entfernt); dort biegt sie nach Süden und folgt dem kleinen Dietelbach bis Sankt Wolfgang. Zum Gebiet der Katastralgemeinde gehört auch die gesamte Fläche des Wolfgangsees auf Höhe von Sankt Wolfgang bis zum gegenüberliegenden Ort Reith und von dort bis rund 1,9 km südlich des Ortszentrums von Sankt Gilgen am Seeufer gegenüber der Falkensteinwand.
Ried grenzt im Norden, Westen und Süden an die Sankt Gilgener Katastralgemeinden Oberburgau, Winkl und Gschwand sowie im Osten an die zur politischen Gemeinde Sankt Wolfgang gehörende Katastralgemeinde gleichen Namens. Im äußersten Südosten, wo die Grenze von Ried der engsten Stelle des Wolfgangsees folgt, berührt sie die Strobler Katastralgemeinde Gschwendt. 
Der größte Teil von Ried ist unbesiedeltes Bergland oder Seefläche, wobei letztere rund 37 % des Gesamtgebietes ausmacht. Lediglich ein schmaler Streifen entlang des Sees vom Ende der Falkenstein-Erhebung bis Sankt Wolfgang ist Siedlungsgebiet. Dieses trägt als Ortsteil von Sankt Gilgen auch den Namen Ried am Wolfgangsee.

## Ortschaft Ried
Die Fläche von Ried als Ortschaft ist knapp 1 km² größer als die der Katastralgemeinde und beträgt rund 14 km²; ein Teil des Westabhangs des Schafbergs wird zwar zur Katastralgemeinde Winkl, aber gleichzeitig zur Ortschaft Ried gezählt.
Im Gebiet von Ried befindet sich fast die gesamte Strecke der Schafbergbahn, einer 1893 eröffneten Zahnradbahn auf den Schafberg. Lediglich ihre Talstation und die ersten rund 400 m liegen in Sankt Wolfgang auf oberösterreichischem Boden. Die Schafbergspitze befindet sich an der nördlichen Grenze von Ried zu Oberburgau. 
Markant und weithin sichtbar ist am westlichen Ende des Siedlungsraums das unter Denkmalschutz stehende, schlossartige Hauptgebäude des Ferienhorts am Wolfgangsee, das eine berufsbildende höhere Schule beherbergt und während der Sommermonate als Erholungsort für Schulkinder dient. Etwas westlich davon steht die ebenfalls denkmalgeschützte Villa Frauenstein.
In Ried gibt es eine Anlegestelle der Wolfgangsee-Schifffahrt, die jährlich von April bis Oktober betrieben wird.

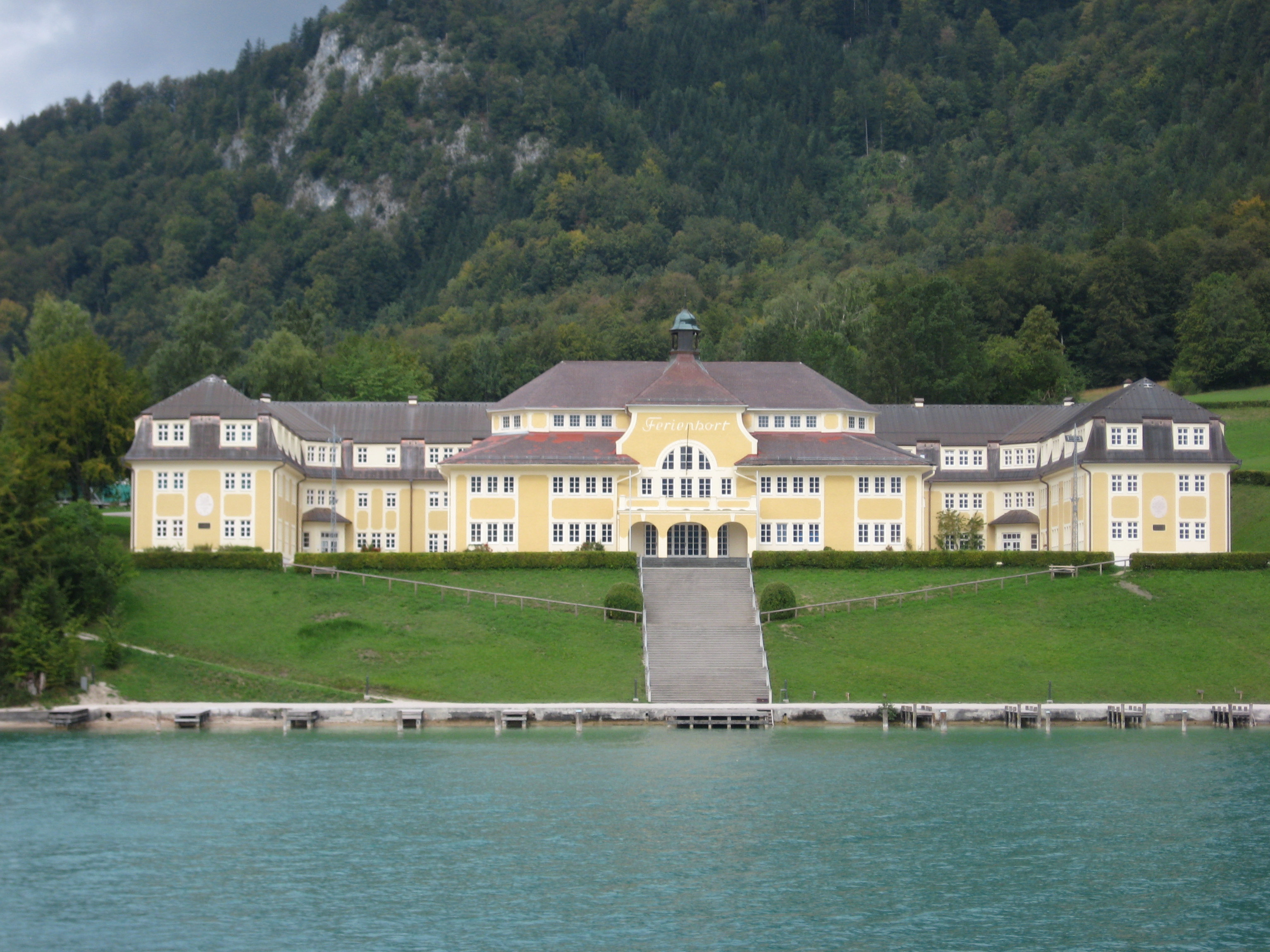
Ferienhort am Wolfgangsee
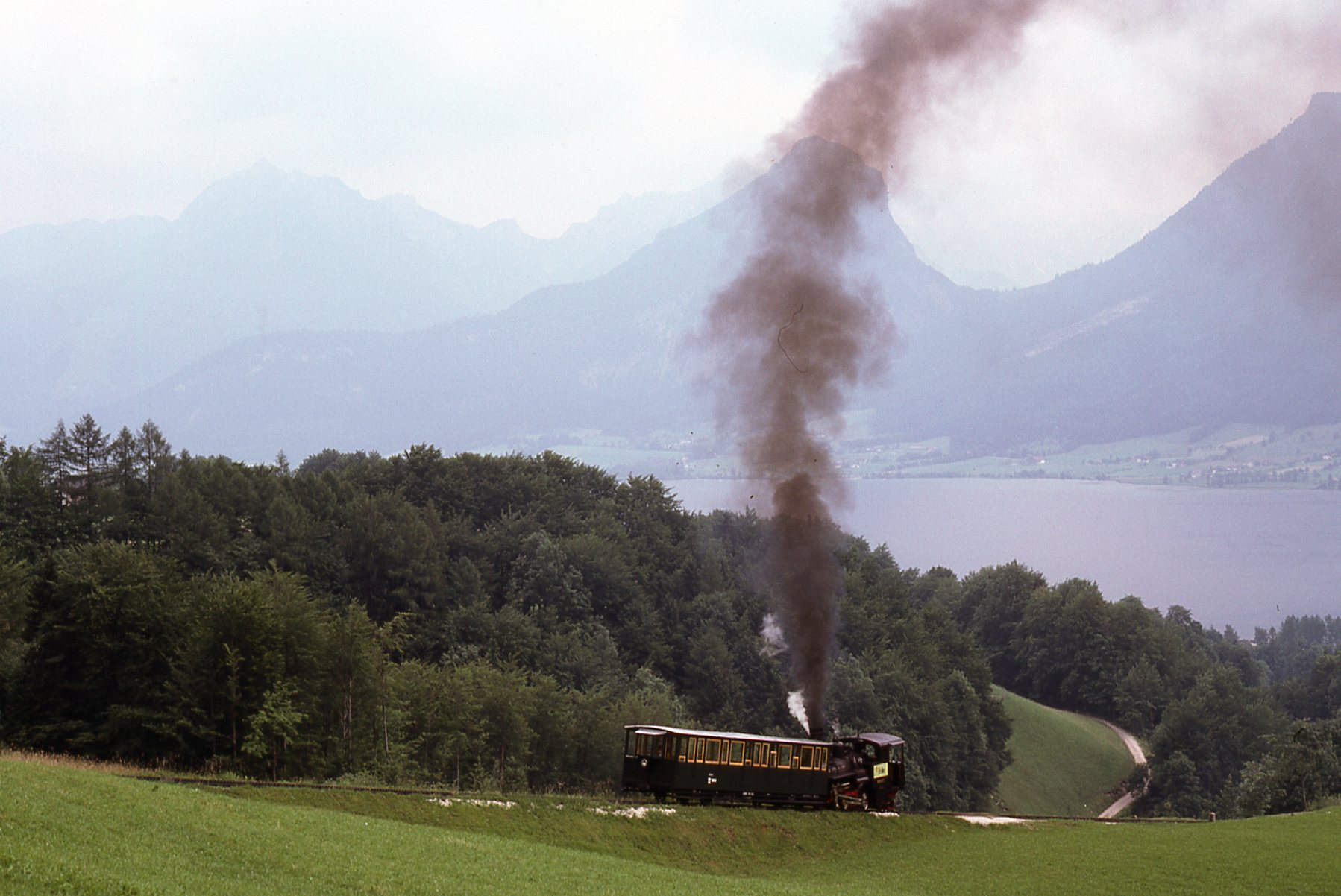
Schafbergbahn 1977
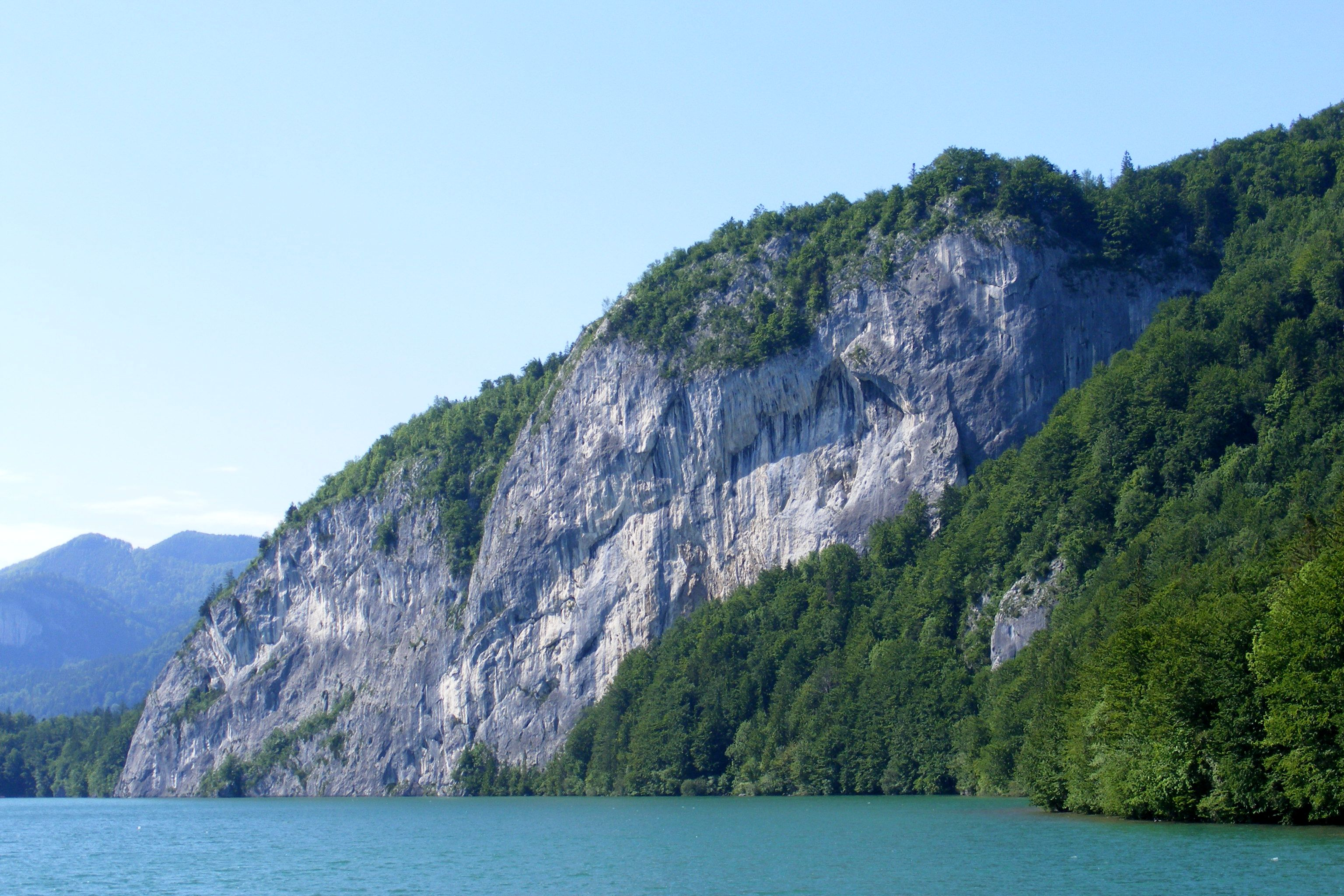
Falkensteinwand
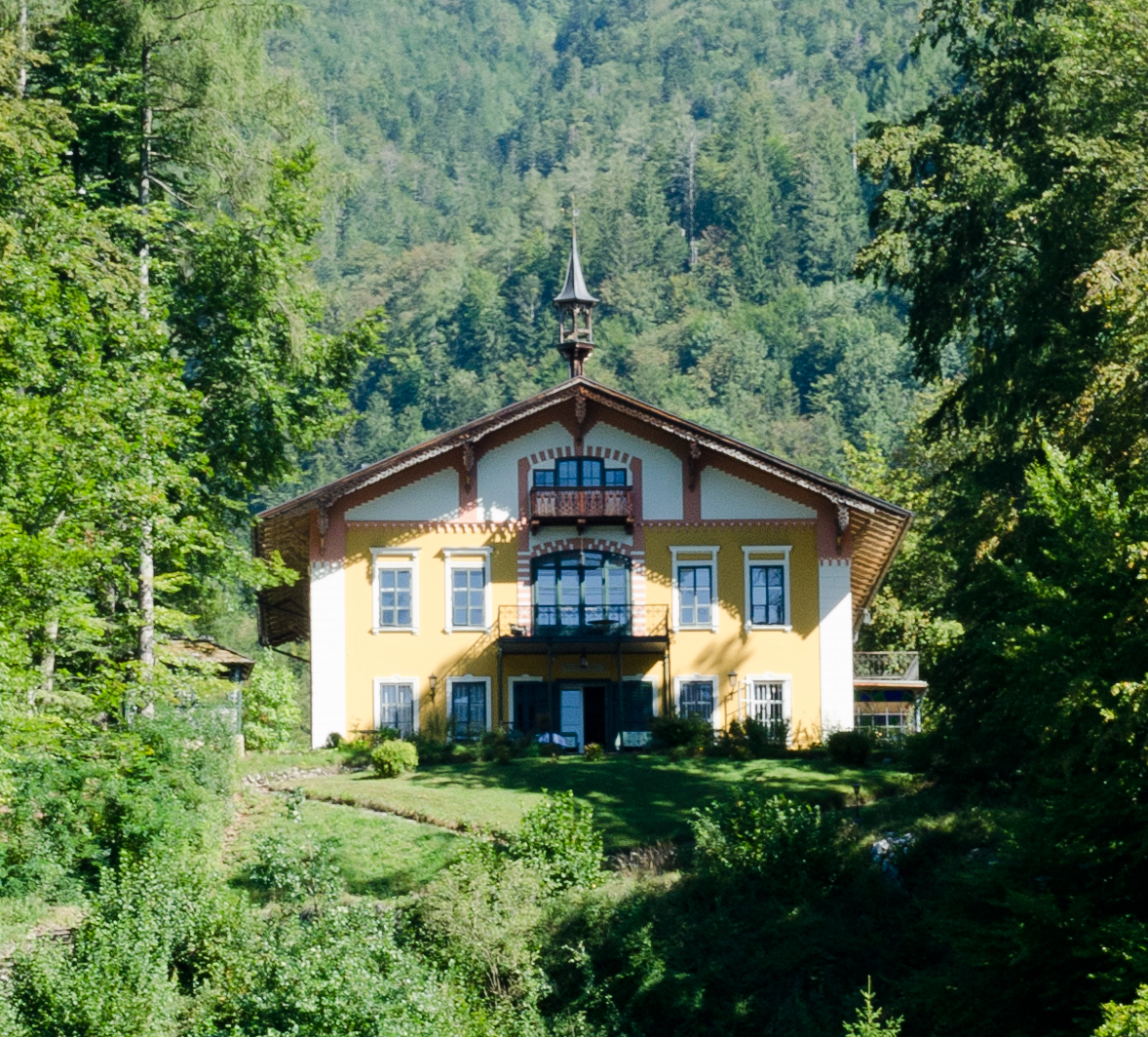
Villa Frauenstein